# خونكيرا دي أمبيا
بلدية خونكيرا دي أمبيا (بالإسبانية: Junquera de Ambía) هي بلدية تقع في مقاطعة أورينسي التابعة لمنطقة غاليسيا شمال غرب إسبانيا.

## الديموغرافيا
بلغ عدد سكان بلدية خونكيرا دي أمبيا 1.697 نسمة عام 2011 (وفقاً للمعهد الوطني للإحصاء الإسباني).
| 2.150 | 2.073 | 2.032 | 1.901 | 1.834 | 1.789 | 1.697 |